# Fazekas László (labdarúgó)
Fazekas László (Budapest, 1947. október 15. –) olimpiai bajnok válogatott magyar labdarúgó, edző.
Az 1960-as, az 1970-es években sorozatban hétszer bajnoki címet nyerő Újpesti Dózsa csatársorának meghatározó tagja, a második legjobb európai góllövőnek járó Ezüstcipő nyertese 1979–1980-ban. 92 alkalommal szerepelt a válogatottban, 1968-ban Mexikóvárosban olimpiai aranyérmet nyert a válogatott csapat tagjaként.

## Pályafutása

### Klubcsapatban
Az Újpesti Dózsa ifjúsági csapatában kezdte pályafutását. A sajátnevelésű játékos 18 évesen került az első csapathoz, és másfél évtized alatt 408 bajnoki mérkőzésen, 210 góllal járult hozzá a sikerekhez. A csapattal 9 bajnoki címet nyert, megszakítás nélkül 7 alkalommal. Háromszor lett gólkirály utolsó újpesti idényeiben két évente (1976, 1978, 1980). A legutolsó alkalommal elnyerte az európai ezüstcipőt is.
Fazekas László Bálint László után, a második olyan magyar játékos volt (a II. világháború utáni időszakban), aki engedéllyel mehetett külföldre játszani. Az akkori párt- illetve labdarúgó-vezetés az érdemeire való tekintettel 1980-ban adta meg neki is a lehetőségét, ekkor már 33 éves volt. Négy éven át a belga Royal Antwerpen csatára volt. Itt, mint minden idők három legjobb antwerpeni játékosa közt tartják számon. Az aktív labdarúgást a St. Truiden csapatában fejezte be 1985-ben. A belga élvonalban összesen 105 mérkőzésen 34 gólt szerzett.

### A válogatottban
1968 és 1983 között 92 alkalommal szerepelt a válogatottban és 24 gólt szerzett. A válogatottságot tekintve Király Gábor, Dzsudzsák Balázs, Bozsik József, Gera Zoltán és Juhász Roland mögött a hatodik, míg a rúgott gólokat tekintve a 17. az örökranglistán. 1968-ban Mexikóvárosban olimpia aranyérmet szerzett a csapattal. Kétszer szerepelt világbajnokságon: 1978-ban Argentínában, 1982-ben Spanyolországban. Ez utóbbi volt válogatott pályafutásának vége. A Salvador elleni 10-1-es győzelemből 2 góllal vette ki a részét. A csoportból való továbbjutást eldöntő mérkőzésen Belgium ellen, 1-0-s magyar vezetésnél a belga kapus, Jean-Marie Pfaff legázolta a kiugró Fazekast. A kapus büntetlenül megúszta tettét és később egyenlítettek, így ők jutottak tovább. 1983. március 27-én a Luxemburg ellen Eb-selejtezőn (6-2) búcsúzott hivatalosan a válogatottól.

### Edzőként
Csak külföldön, Belgiumban dolgozott edzőként a pályafutása során, bár neve többször felmerült az Újpest, és a válogatott élén, de komoly ajánlattal sohasem keresték meg őt. 1994 és 1995 a válogatott pályaedzője volt Mészöly Kálmán mellett, akivel először együtt játszott a válogatottban, majd, Mészöly első szövetségi korszaka idején még tagja volt a válogatottnak.

| „                      | Nem értem, hogy a FC Bayern Münchennél kialakult struktúra miért nem képes Magyarországon meghonosodni. Ha megnézem a bajorok bármelyik meccsét, akkor azt látom, hogy Beckenbauer mint elnök ül a díszpáholyban, Rummenigge mellett, aki elnökségi tag. A kispadon azt látom, hogy a kapusedző Sepp Maier mellett a menedzser, Uli Hoeneß ül. Azt hiszem, otthon nem valósulhat meg ez a felállás. Pedig az ezer sebből vérző magyar futballnak nagy szüksége lenne a hajdani sikeres játékosok tanácsaira. | ” |
| – Fazekas László, 2003 | |   |

### Betegsége
2020-ban amiotrófiás laterálszklerózist (ALS) diagnosztizáltak nála.

## Családja
Szülei Fazekas László és Farkas Lenke voltak. Felesége Sallai Judit. Házasságukból három lány született: Liliána (1974), Éva (1975) és Caroline (1983).

## Sikerei, díjai
- Pro Urbe Budapest (2019)

### Újpesti Dózsa
- Magyar bajnokság
  - bajnok: 1969, 1970-tavasz, 1970–1971, 1971–1972, 1972–1973, 1973–1974, 1974–1975, 1977–1978, 1978–1979
  - 2.: 1967, 1968, 1976–1977, 1979–1980
  - 3.: 1965, 1975–1976
- Magyar kupa (MNK)
- győztes: 1969, 1970, 1975
- Magyar gólkirály
  - 1975–1976: 19 gól
  - 1977–1978: 24 gól
  - 1979–1980: 36 gól
- Európai gólkirály (Aranycípő)
  - Ezüstcipő: 1979–1980
- Az év labdarúgója: 1970
- Az Újpesti Dózsa örökös bajnoka: 1985

### Válogatottban
- Olimpiai bajnok: 1968, Mexikóváros

## Statisztika

### Mérkőzései a válogatottban
| Magyarország | Magyarország         | Magyarország                                  | Magyarország  | Magyarország | Magyarország  | Magyarország         | Magyarország | Magyarország       |
| #            | Dátum                | Helyszín                                      | Hazai         | Eredmény     | Vendég        | Kiírás               | Gólok        | Esemény            |
| ------------ | -------------------- | --------------------------------------------- | ------------- | ------------ | ------------- | -------------------- | ------------ | ------------------ |
| 1.           | 1968. május 4.       | Budapest, Népstadion                          | Magyarország  | 2 – 0        | Szovjetunió   | Eb-selejtező         | -            |                    |
|              | 1968. október 13.    | Guadalajara, Estadio Jalisco (MEX)            | Magyarország  | 4 – 0        | Salvador      | olimpiai C csoport   | -            | 51' 54'            |
|              | 1968. október 15.    | Guadalajara, Estadio Jalisco (MEX)            | Magyarország  | 2 – 2        | Ghána         | olimpiai C csoport   | -            | 69'                |
|              | 1968. október 17.    | Guadalajara, Estadio Jalisco (MEX)            | Magyarország  | 2 – 0        | Izrael        | olimpiai C csoport   | -            |                    |
|              | 1968. október 20.    | Guadalajara, Estadio Jalisco (MEX)            | Magyarország  | 1 – 0        | Guatemala     | olimpiai negyeddöntő | -            |                    |
|              | 1968. október 22.    | Mexikóváros, Estadio Azteca (MEX)             | Magyarország  | 5 – 0        | Japán         | olimpiai elődöntő    | -            |                    |
|              | 1968. október 26.    | Mexikóváros, Estadio Azteca (MEX)             | Magyarország  | 4 – 1        | Bulgária      | olimpiai döntő       | -            |                    |
| 2.           | 1969. május 25.      | Budapest, Népstadion                          | Magyarország  | 2 – 0        | Csehszlovákia | vb-selejtező         | -            | 52'                |
| 3.           | 1969. szeptember 14. | Prága, Stadion Letná                          | Csehszlovákia | 3 – 3        | Magyarország  | vb-selejtező         | 1            | 45' 75'            |
| 4.           | 1969. szeptember 24. | Stockholm, Råsunda Stadion                    | Svédország    | 2 – 0        | Magyarország  | barátságos           | -            |                    |
| 5.           | 1969. október 22.    | Budapest, Népstadion                          | Magyarország  | 3 – 0        | Dánia         | vb-selejtező         | -            |                    |
| 6.           | 1969. november 5.    | Budapest, Népstadion                          | Magyarország  | 4 – 0        | Írország      | vb-selejtező         | -            |                    |
| 7.           | 1969. december 3.    | Marseille, Stade Vélodrome (FRA)              | Csehszlovákia | 4 – 1        | Magyarország  | vb-selejtező         | -            |                    |
| 8.           | 1970. április 12.    | Belgrád, JNA stadion                          | Jugoszlávia   | 2 – 2        | Magyarország  | barátságos           | 1            | 17'                |
| 9.           | 1970. május 2.       | Budapest, Népstadion                          | Magyarország  | 2 – 0        | Lengyelország | barátságos           | 1            | 59'                |
| 10.          | 1970. május 16.      | Budapest, Népstadion                          | Magyarország  | 1 – 2        | Svédország    | barátságos           | 1            | 19'                |
| 11.          | 1970. szeptember 9.  | Nürnberg, Frankenstadion                      | NSZK          | 3 – 1        | Magyarország  | barátságos           | 1            | 30'                |
| 12.          | 1970. szeptember 27. | Budapest, Népstadion                          | Magyarország  | 1 – 1        | Ausztria      | barátságos           | -            |                    |
| 13.          | 1970. október 7.     | Oslo, Ullevaal Stadion                        | Norvégia      | 1 – 3        | Magyarország  | Eb-selejtező         | -            |                    |
| 14.          | 1970. november 15.   | Bázel, St. Jakob stadion                      | Svájc         | 0 – 1        | Magyarország  | barátságos           | 1            | 82'                |
| 15.          | 1971. április 4.     | Bécs, Práter-stadion                          | Ausztria      | 0 – 2        | Magyarország  | barátságos           | -            |                    |
| 16.          | 1971. április 24.    | Budapest, Népstadion                          | Magyarország  | 1 – 1        | Franciaország | Eb-selejtező         | -            |                    |
| 17.          | 1971. május 19.      | Szófia, Levszki-stadion                       | Bulgária      | 3 – 0        | Magyarország  | Eb-selejtező         | -            | 46'                |
| 18.          | 1971. július 22.     | Rio de Janeiro, Maracanã Stadion              | Brazília      | 0 – 0        | Magyarország  | barátságos           | -            |                    |
| 19.          | 1971. szeptember 1.  | Budapest, Népstadion                          | Magyarország  | 2 – 1        | Jugoszlávia   | barátságos           | -            |                    |
| 20.          | 1971. szeptember 25. | Budapest, Népstadion                          | Magyarország  | 2 – 0        | Bulgária      | Eb-selejtező         | -            |                    |
| 21.          | 1971. október 9.     | Párizs, Colombes Stadion                      | Franciaország | 0 – 2        | Magyarország  | Eb-selejtező         | -            |                    |
| 22.          | 1971. október 27.    | Budapest, Népstadion                          | Magyarország  | 4 – 0        | Norvégia      | Eb-selejtező         | -            |                    |
| 23.          | 1971. november 14.   | Valletta                                      | Málta         | 0 – 2        | Magyarország  | vb-selejtező         | -            |                    |
| 24.          | 1972. január 12.     | Madrid, Santiago Bernabéu stadion             | Spanyolország | 1 – 0        | Magyarország  | barátságos           | -            |                    |
| 25.          | 1972. március 29.    | Budapest, Népstadion                          | Magyarország  | 0 – 2        | NSZK          | barátságos           | -            |                    |
| 26.          | 1972. április 29.    | Budapest, Népstadion                          | Magyarország  | 1 – 1        | Románia       | Eb-selejtező         | -            |                    |
| 27.          | 1972. október 15.    | Bécs, Práter-stadion                          | Ausztria      | 2 – 2        | Magyarország  | vb-selejtező         | -            | 72'                |
| 28.          | 1973. április 29.    | Budapest, Népstadion                          | Magyarország  | 2 – 2        | Ausztria      | vb-selejtező         | -            |                    |
| 29.          | 1973. május 16.      | Karl-Marx-Stadt, Ernst Thälmann Stadion       | NDK           | 2 – 1        | Magyarország  | barátságos           | -            | 65'                |
| 30.          | 1973. október 13.    | Koppenhága                                    | Dánia         | 2 – 2        | Magyarország  | barátságos           | 2            | 5' 36'             |
| 31.          | 1973. november 21.   | Budapest, Népstadion                          | Magyarország  | 0 – 1        | NDK           | barátságos           | -            | 64'                |
| 32.          | 1974. március 31.    | Zalaegerszeg, ZTE stadion                     | Magyarország  | 3 – 1        | Bulgária      | barátságos           | 2            | 5' 45'             |
| 33.          | 1974. április 17.    | Dortmund, Westfallenstadion                   | NSZK          | 5 – 0        | Magyarország  | barátságos           | -            |                    |
| 34.          | 1974. május 29.      | Székesfehérvár, Sóstói Stadion                | Magyarország  | 3 – 2        | Jugoszlávia   | barátságos           | 1            | 15' 65' (11-esből) |
| 35.          | 1974. szeptember 28. | Bécs, Práter stadion                          | Ausztria      | 1 – 0        | Magyarország  | barátságos           | -            |                    |
| 36.          | 1974. október 13.    | Luxembourg, Municipal Stadion                 | Luxemburg     | 2 – 4        | Magyarország  | Eb-selejtező         | -            |                    |
| 37.          | 1974. október 30.    | Cardiff, Ninian Park                          | Wales         | 2 – 0        | Magyarország  | Eb-selejtező         | -            |                    |
| 38.          | 1974. november 10.   | Szófia, Jurij Gagarin-stadion                 | Bulgária      | 0 – 0        | Magyarország  | barátságos           | -            | 71'                |
| 39.          | 1974. december 4.    | Szolnok, Tiszaligeti stadion                  | Magyarország  | 1 – 0        | Svájc         | barátságos           | 1            | 42' (11-esből)     |
| 40.          | 1975. március 26.    | Párizs, Parc des Princes                      | Franciaország | 2 – 0        | Magyarország  | barátságos           | -            |                    |
| 41.          | 1975. május 7.       | Budapest, Népstadion                          | Magyarország  | 2 – 0        | Bulgária      | olimpiai selejtező   | 1            | 25' (11-esből) 53' |
| 42.          | 1975. augusztus 10.  | Teherán                                       | Irán          | 1 – 2        | Magyarország  | barátságos           | -            |                    |
| 43.          | 1975. szeptember 24. | Budapest, Népstadion                          | Magyarország  | 2 – 1        | Ausztria      | Eb-selejtező         | -            |                    |
| 44.          | 1975. október 8.     | Łódź                                          | Lengyelország | 4 – 2        | Magyarország  | barátságos           | -            |                    |
| 45.          | 1975. október 15.    | Pozsony, Tehelny pole                         | Csehszlovákia | 1 – 1        | Magyarország  | barátságos           | -            | 46'                |
| 46.          | 1975. október 19.    | Szombathely, Rohonci úti stadion              | Magyarország  | 8 – 1        | Luxemburg     | Eb-selejtező         | -            |                    |
|              | 1976. február 4.     | Mexikóváros                                   | Mexikó        | 4 – 1        | Magyarország  | barátságos           | -            | ?' (11-esből)      |
|              | 1976. február 9.     | San Salvador                                  | Salvador      | 1 – 2        | Magyarország  | barátságos           | -            | Gól                |
| 47.          | 1976. március 27.    | Budapest, Népstadion                          | Magyarország  | 2 – 0        | Argentína     | barátságos           | 1            | 34'                |
| 48.          | 1976. április 17.    | Banja Luka                                    | Jugoszlávia   | 0 – 0        | Magyarország  | barátságos           | -            |                    |
| 49.          | 1976. április 30.    | Lausanne, Olimpiai Stadion                    | Svájc         | 0 – 1        | Magyarország  | barátságos           | 1            | 43'                |
| 50.          | 1976. május 22.      | Budapest, Népstadion                          | Magyarország  | 1 – 0        | Franciaország | barátságos           | -            |                    |
| 51.          | 1976. május 26.      | Budapest, Népstadion                          | Magyarország  | 1 – 1        | Szovjetunió   | barátságos           | -            |                    |
| 52.          | 1976. június 12.     | Budapest, Népstadion                          | Magyarország  | 2 – 0        | Ausztria      | barátságos           | -            |                    |
| 53.          | 1976. szeptember 8.  | Stockholm, Råsunda Stadion                    | Svédország    | 1 – 1        | Magyarország  | barátságos           | -            |                    |
| 54.          | 1976. szeptember 22. | Kelet-Berlin, Friedrich-Ludwig-Jahn-Sportpark | NDK           | 1 – 1        | Magyarország  | barátságos           | 1            | 27'                |
| 55.          | 1976. október 9.     | Athén                                         | Görögország   | 1 – 1        | Magyarország  | vb-selejtező         | -            |                    |
| 56.          | 1977. február 9.     | Lima                                          | Peru          | 3 – 2        | Magyarország  | barátságos           | -            | 70'                |
| 57.          | 1977. február 22.    | Puebla                                        | Mexikó        | 1 – 1        | Magyarország  | barátságos           | -            | 55'                |
| 58.          | 1977. február 27.    | Buenos Aires, Boca Juniors Stadion            | Argentína     | 5 – 1        | Magyarország  | barátságos           | -            | 46'                |
| 59.          | 1977. március 15.    | Teherán                                       | Irán          | 0 – 2        | Magyarország  | barátságos           | 1            | 27' (11-esből) 46' |
| 60.          | 1977. március 27.    | Alicante, Estadio José Rico Pérez             | Spanyolország | 1 – 1        | Magyarország  | barátságos           | -            |                    |
| 61.          | 1977. április 13.    | Budapest, Népstadion                          | Magyarország  | 2 – 1        | Lengyelország | barátságos           | -            | 72'                |
| 62.          | 1977. április 30.    | Budapest, Népstadion                          | Magyarország  | 2 – 1        | Szovjetunió   | vb-selejtező         | -            | 80'                |
| 63.          | 1977. május 18.      | Tbiliszi                                      | Szovjetunió   | 2 – 0        | Magyarország  | vb-selejtező         | -            | 79'                |
| 64.          | 1977. május 28.      | Budapest, Népstadion                          | Magyarország  | 3 – 0        | Görögország   | vb-selejtező         | 1            | 84' 88'            |
| 65.          | 1977. október 5.     | Budapest, Népstadion                          | Magyarország  | 4 – 3        | Jugoszlávia   | barátságos           | -            |                    |
| 66.          | 1977. október 12.    | Budapest, Népstadion                          | Magyarország  | 3 – 0        | Svédország    | barátságos           | -            |                    |
| 67.          | 1977. október 29.    | Budapest, Népstadion                          | Magyarország  | 6 – 0        | Bolívia       | vb-selejtező         | -            | 69'                |
| 68.          | 1977. november 9.    | Prága, Letná-stadion                          | Csehszlovákia | 1 – 1        | Magyarország  | barátságos           | -            | 63'                |
| 69.          | 1977. november 30.   | La Paz                                        | Bolívia       | 2 – 3        | Magyarország  | vb-selejtező         | -            | 69'                |
| 70.          | 1978. április 15.    | Budapest, Népstadion                          | Magyarország  | 2 – 1        | Csehszlovákia | barátságos           | -            | 70'                |
| 71.          | 1978. május 24.      | London, Wembley Stadion                       | Anglia        | 4 – 1        | Magyarország  | barátságos           | -            | 46'                |
| 72.          | 1978. június 6.      | Mar del Plata, Estadio Mundialista (ARG)      | Olaszország   | 3 – 1        | Magyarország  | vb-csoportkör        | -            | 46'                |
| 73.          | 1979. március 28.    | Budapest, Népstadion                          | Magyarország  | 3 – 0        | NDK           | barátságos           | -            | 54'                |
| 74.          | 1979. április 4.     | Chorzów, Slask-stadion                        | Lengyelország | 1 – 1        | Magyarország  | barátságos           | -            | 72'                |
| 75.          | 1979. május 2.       | Budapest, Népstadion                          | Magyarország  | 0 – 0        | Görögország   | Eb-selejtező         | -            |                    |
| 76.          | 1980. március 26.    | Budapest, Népstadion                          | Magyarország  | 2 – 1        | Lengyelország | barátságos           | 1            | 3'                 |
| 77.          | 1980. április 30.    | Kassa                                         | Csehszlovákia | 1 – 0        | Magyarország  | barátságos           | -            |                    |
| 78.          | 1981. április 15.    | Valencia, Luis Casanova-stadion               | Spanyolország | 0 – 3        | Magyarország  | barátságos           | -            | 77'                |
| 79.          | 1981. április 28.    | Luzern, Allmend-stadion                       | Svájc         | 2 – 2        | Magyarország  | vb-selejtező         | -            |                    |
| 80.          | 1981. május 13.      | Budapest, Népstadion                          | Magyarország  | 1 – 0        | Románia       | vb-selejtező         | 1            | 18'                |
| 81.          | 1981. május 20.      | Oslo, Ullevaal Stadion                        | Norvégia      | 1 – 2        | Magyarország  | vb-selejtező         | -            |                    |
| 82.          | 1981. június 6.      | Budapest, Népstadion                          | Magyarország  | 1 – 3        | Anglia        | vb-selejtező         | -            | 62'                |
| 83.          | 1981. szeptember 23. | Bukarest, Augusztus 23. Stadion               | Románia       | 0 – 0        | Magyarország  | vb-selejtező         | -            |                    |
| 84.          | 1981. október 14.    | Budapest, Népstadion                          | Magyarország  | 3 – 0        | Svájc         | vb-selejtező         | 1            | 59'                |
| 85.          | 1981. október 31.    | Budapest, Népstadion                          | Magyarország  | 4 – 1        | Norvégia      | vb-selejtező         | 1            | 79'                |
| 86.          | 1981. november 18.   | London, Wembley Stadion                       | Anglia        | 1 – 0        | Magyarország  | vb-selejtező         | -            | 46'                |
| 87.          | 1982. március 24.    | Budapest, Népstadion                          | Magyarország  | 2 – 3        | Ausztria      | barátságos           | -            | 57'                |
| 88.          | 1982. június 15.     | Elche, Nueva Estadio (ESP)                    | Magyarország  | 10 – 1       | Salvador      | vb-csoportkör        | 2            | 24' 54'            |
| 89.          | 1982. június 18.     | Alicante, Estadio José Rico Pérez (ESP)       | Argentína     | 4 – 1        | Magyarország  | vb-csoportkör        | -            | 46'                |
| 90.          | 1982. június 22.     | Elche, Nueva Estadio (ESP)                    | Belgium       | 1 – 1        | Magyarország  | vb-csoportkör        | -            |                    |
| 91.          | 1982. október 6.     | Párizs, Parc des Princes                      | Franciaország | 1 – 0        | Magyarország  | barátságos           | -            | 85'                |
| 92.          | 1983. március 27.    | Luxembourg                                    | Luxemburg     | 2 – 6        | Magyarország  | Eb-selejtező         | -            | 63'                |
|              | Összesen             |                                               |               | 92           | mérkőzés      |                      | 24           | gól                |